# Климов, Иван Иванович (архитектор)
Ива́н Ива́нович Кли́мов (1811—1883) — русский архитектор, академик Императорской Академии художеств.

## Биография
Родился 10 (22) ноября 1811 года.
В 1821—1833 года учился в Императорской Академии художеств; получил во время обучения большую серебряную (1832) и малую серебряную (1833) медали. В 1833 году получил звание классного художника с правом на чин XIV класса. В 1850 году был признан «назначенным в академики»; избран в академики в 1859 году.
Состоял архитектором Императорских театров (1850-е — 1870-е) и архитектором Государственного банка (1860-е).

## Проекты и постройки
Среди основных построек в Петербурге: ряд доходных домов (Московский пр., 31, 1841; Рижский пр., 12, 1842; Циолковского, 13, 1856 и др.); здание Знаменской гостиницы Н. В. Тулякова (1878).
- Доходный дом Николаевых. Московский пр., 31 — 3-я Красноармейская ул., 2 (1841)[5]
- Доходный дом Илличевской — левая часть (перестройка). Рижский пр., 12 (1842)[6]
- Дом В. Г. Никонова (перестройка). наб. Адмиралтейского канала, 7 (1852)[7]
- Доходный дом (перестройка). Циолковского ул., 13 (1856, 1862)
- Доходный дом. 3-я Красноармейская ул., 13 (1858)[8]
- Доходный дом. Грибоедова наб., 95 (1861)[9]
- Доходный дом. Декабристов ул., 24 (1861)[10]
- Доходный дом (перестройка). Малая Подьяческая ул., 14 (1862)[11]
- Здание Знаменской гостиницы Н. В. Тулякова (надстройка — 5-й этаж с мансардой). Невский пр., 118 — 2-я Советская ул., 1 — Лиговский пр., 10 (1878)[12]